# شمعون بار یوحای

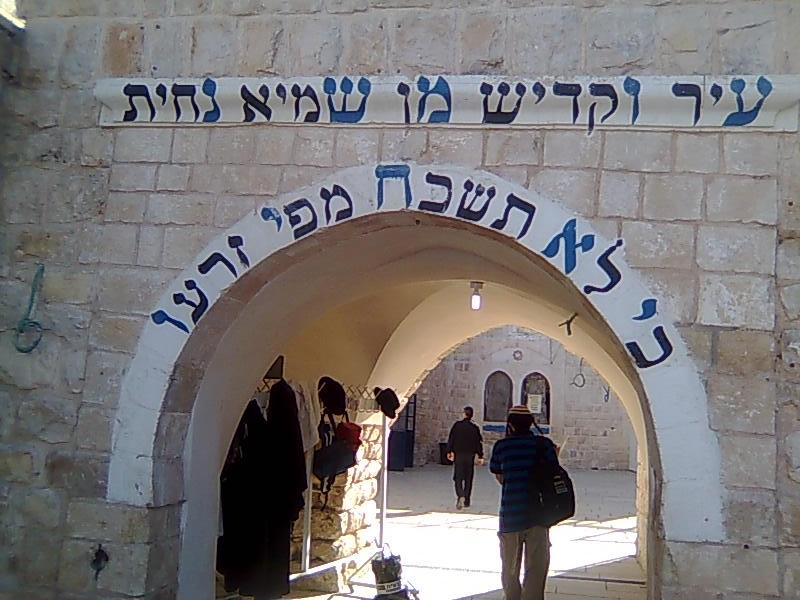
محل ورود به مقبره شمعون بر یوحای در اسرائیل.

شمعون بار یوحای (آرامی: רבן שמעון בר יוחאי) که به نام رشبی نیز شناخته می‌شود یک خاخام قرن اول در اسرائیل قدیم بود. زمان فعالیت او در زمان بعد از نابودی معبد دوم در سال ۷۰ میلادی است. او معروف‌ترین شاگرد ربی آکیوا بود و در بین یهودیان ارتدوکس نوشتن زوهر که کتاب اصلی کابالا است به او نسبت داده می‌شود. با اینکه این مسئله توسط محققان مورد شک است.
بر اساس روایات موجود او و پسرش ربی الیزر بن شمعون کابالیست بودند. در بین متون کابالا برای او و پسرش احترام زیادی وجود دارد. مقبره او در مرون اسرائیل است که هر سال توسط یهودیان زیادی مورد زیارت قرار می‌گیرد.

## تاریخچه
بر اساس تلمود ربی شمعون بر یوحای از دولت رومیان انتقاد کرد و اینکار باعث شد که رومیان به تعقیب او بپردازند. در این زمان او مجبور شد که سیزده سال در یک غار به عبادت بپردازد. او و پسرش سیزده سال در این غار به مطالعه تورات پرداختند و در این زمان از خوراکیها و آب آشامیدنی در اطراف غار برای زنده ماندن استفاده کردند. در قبّاله تصور می‌شود که در این زمان کتاب زوهر توسط او نوشته و مخفی گشت تا زمان که توسط موسی لیون در سال ۱۳۰۰ میلادی کشف گردید. شمعون و پسرش در غار ماندند تا خبر مرگ امپراتور روم و لغو دستور او به گوش آن‌ها رسید.